# Volo AeroUnion 302
Il volo AeroUnion 302 era un volo cargo internazionale da Città del Messico, Messico, a Los Angeles, Stati Uniti, con scalo a Monterrey, Messico. Il 13 aprile 2010, un Airbus A300 operante su tale rotta precipitò in pessime condizioni meteorologiche durante l'avvicinamento all'aeroporto internazionale General Mariano Escobedo, Monterrey, intorno alle 23:18 CDT. Tutte e cinque le persone a bordo rimasero uccise, insieme a due a terra.

## L'aereo
Il velivolo coinvolto nell'incidente era un Airbus A300B4-200, marche XA-TUE, numero di serie 078. Volò per la prima volta il 6 aprile 1979 e venne consegnato ad Air France. Dopo essere stato nelle mani di varie compagnie aeree, venne ceduto ad AeroUnion il 12 aprile 2002. Al momento dell'incidente, l'aeromobile aveva volato per 55 200 ore in 27 600 cicli di decollo-atterraggio.

## L'incidente
L'equipaggio venne autorizzato a far atterrare l'aereo sulla pista 11 dell'aeroporto Mariano Escobedo, ma si schiantò sull'autostrada Avenida Miguel Alemán, a quasi 2 km dalla soglia della pista. Colpì un'auto, uccidendo l'autista. L'Airbus si spezzo e prese fuoco. Tutti e cinque gli occupanti del velivolo rimasero uccisi; un altro corpo fu successivamente trovato, portando il numero totale di vittime a sette.
Al momento dell'incidente una tempesta imperversava su Monterrey, causando vento e forti piogge; la base delle nubi variava tra i 500 piedi (150 m) e gli 800 piedi (240 m). Il METAR in vigore al momento dell'incidente riportava una visibilità di 7 miglia con pioggia leggera. Le nuvole erano sparse a 2 500 piedi (760 m) mentre il cielo era completamente coperto a 5 000 piedi (1 500 m); erano stati osservati anche dei fulmini tra le nubi.

## Le indagini
La Direction General of Civil Aeronautics del Ministero delle comunicazioni e dei trasporti del Messico aprì un'indagine sull'incidente. L'assistenza venne fornita da Airbus, il costruttore dell'aeromobile, e dall'organismo investigativo sugli incidenti aerei francese, il Bureau d'Enquêtes et d'Analyses pour la Sécurité de l'Aviation Civile. L'inchiesta rilevò che durante l'avvicinamento la velocità era scesa a soli 110 nodi (200 km/h) (oltre 20 nodi al di sotto della tipica velocità di atterraggio), con l'equipaggio che tirava la barra di comando, provocando un'ulteriore diminuzione della velocità e un aumento dell'angolo di attacco. Lo stick shaker, allarmi di stallo e la protezione Alpha Floor si attivarono; quest'ultima modalità aumentò la spinta dei propulsori alla massima potenza. In risposta al momento prodotto dai motori in accelerazione, la barra di comando venne spinta in avanti; tuttavia lo stabilizzatore si trovava a 10,25 gradi verso il basso e ciò causava un innalzamento del muso dell'aereo. Il velivolo si inclinò raggiungendo un angolo di attacco verso l'alto di 41 gradi, la velocità scese a 70 nodi (130 km/h), lo shaker e l'avvertimento di stallo si attivarono di nuovo. La barra di comando venne portata di nuovo in avanti e l'aereo iniziò a scendere. Durante gli ultimi 10 secondi di volo, fino all'impatto, venne nuovamente tirata indietro.
Nella sezione delle cause del final report vengono riportati i seguenti fattori contributivi:
- la mancanza di coordinazione nella cabina di pilotaggio;
- la perdita di consapevolezza situazionale da parte dei piloti;
- l'equipaggio non ha seguito le procedure operative standard dell'aereo e della compagnia;
- l'avvicinamento non di precisione non stava avvenendo con il velivolo stabilizzato;
- la configurazione non appropriata dell'aeromobile;
- le avverse condizioni meteorologiche.